# Lanfang
Republikken Lanfang var en stat der lå på Borneo der hvor den indonesiske provins Vestkalimantan ligger nu. Den blev grundlagt af kineseren Luo Fangbo i 1777 og betalte tribut til Qingdynastiet i Kina. Den ophørte med at eksistere da hollænderne erobrede staten i 1884.

## Historie
Sultanerne på Vestborneo importerede kinesisk arbejdskraft til at arbejde i guld- og tinminerne. Flere af minesamfundene var politisk selvstændige men Lanfang er det bedst kendte fordi den sidste leders svigersøn skrev en bog om statens historie.
0°20′53″N 109°20′24″Ø / 0.348043°N 109.339994°Ø